# Bacilloflagellomera fusca
Bacilloflagellomera fusca är en tvåvingeart som beskrevs av Silva 1999. Bacilloflagellomera fusca ingår i släktet Bacilloflagellomera och familjen lövflugor. Inga underarter finns listade i Catalogue of Life.